# Кожевников, Григорий Александрович
Григорий Александрович Коже́вников  (1866—1933) — российский и советский энтомолог, зоолог, географ, охотовед, эколог, специалист в области биологической эволюции, в том числе эволюции человека, основоположник заповедного дела России, первый председатель Всероссийского общества охраны природы, профессор Московского университета, Московского геолого-разведочного института ВСНХ, Тропического института Наркомздрава.
По мнению современного историка науки Дугласа Вайнера: «Сегодня ретроспективно мы можем видеть, что Кожевников нащупывал путь к величайшей в XX веке революции в биологии: синтезу экологии, генетики и эволюционной теории».

## Биография
Родился в городе Козлове (ныне Мичуринск) Тамбовской губернии, в семье потомственного почётного гражданина, купца первой гильдии; мать — дворянка. У него было два старших брата: Владимир, будущий русский историк культуры, и Дмитрий, будущий ботаник.
После смерти отца, с 1875 года жил в Москве. После окончания в 1884 году с золотой медалью 1-й Московской гимназии он поступил на физико-математический факультет Московского университета, где учился под руководством профессора А. П. Богданова и Н. Ю. Зографа.
После окончания Московского университета в 1888 году был оставлен на кафедре зоологии и начал работать в Зоологическом музее университета: с 1889 года — в должности ассистента (сначала — сверхштатного, а с 1894 года — штатного); с 1897 года — хранителя музея; в 1905 году сменил на посту директора музея А. А. Тихомирова. Г. А. Кожевников приложил максимум усилий для того, чтобы залы музея стали доступны для публики, и в начале 1911 года были открыты залы, расположенные на втором этаже. Он оставался директором музея до 1929 года, передав его своему ученику Л. А. Зенкевичу.
С января 1898 года Г. А. Кожевников — приват-доцент Московского университета по кафедре зоологии.
Уже в 1890 году в «Дневнике зоологического отделения» Общества любителей естествознания была опубликована его работа «Строение органов размножения трутня». Описать строение этих органов очень сложно, так как матка спаривается с трутнем на большом расстоянии от улья в укромном месте и только в полёте. Его первые в мире достоверные иллюстрации органов размножения трутня до сих пор воспроизводят в книгах во всём мире. Он также впервые объяснил большое количество трутней в семье пчёл эволюционным подходом и стремлением избежать близкородственного скрещивания: матка должна скреститься с трутнем из другой, максимально неродственной семьи на максимальном расстоянии от своего улья, и доказал, что никакой другой функции, кроме обеспечения размножения других пчелиных семей, трутни в семье пчёл не выполняют. В 1900 году была опубликована его магистерская диссертация «Материалы по естественной истории пчелы». В феврале 1901 года он был утверждён магистром зоологии.
Докторская диссертация Кожевникова была посвящена вопросам происхождения полиморфизма медоносной пчелы — «Явление полиморфизма у пчелы и других общественных насекомых». В мае 1905 года он был утверждён доктором зоологии и в том же году экстраординарным профессором Московского университета по кафедре зоологии, сравнительной анатомии и физиологии; с 1910 года — ординарный профессор. Со своими учениками И. И. Месяцевым и Л. А. Зенкевичем в 1909—1914 годах изучал фауну Баренцева моря, в 1920 году участвовал в организации Плавучего морского института, который находился в Зоологическом музее до 1931 года.
В 1908 г. по инициативе и под руководством Г. А. Кожевникова — члена Московского общества любителей аквариума и комнатных растений — была организована Косинская летняя биологическая станция Общества. Весной этого же года он организовал первую учебную зоологическую практику студентов на Севастопольской биологической станции. Он был одним из создателей Сухумского обезьяньего питомника. В это же году на состоявшемся в Москве Юбилейном Всероссийском Акклиматизационном съезде он сделал доклад «О необходимости устройства заповедных участков для охраны русской природы», в котором были разработаны основные принципы неприкосновенности заповедников. Через год, на II Всероссийском съезде охотников Кожевников выступил с другим программным докладом — «О заповедных участках».
Заведовал Измайловской опытной пасекой (1910—1920), сменив на этом посту Фёдора Мочалкина. По словам самого Кожевникова, эта пасека являлась его вторым университетом, где он преподавал на пчеловодных курсах пчеловодную ботанику, а в 1918 году — химию мёда и воска и технику пчеловодства.
В 1911 году, когда многие профессора покинули университет, Г. А. Кожевников считая, что в России добровольный уход профессора из науки в политику несовместим со служением более важным для страны науке и просвещению, не подал в отставку:

С моей точки зрения, менее всего допустим уход откуда бы то ни было в виде протеста против чего бы то ни было. Наоборот, если я протестую, то я это должен делать на своем посту. Пусть мне отдадут приказание, выполнение которого я считаю нечестным. Из-за этого я не уйду, но приказания не исполню. Меня могут удалить силой, но сам я не уйду.

Между наукой и правительством в моём утопическом идеале должна бы существовать только одна форма взаимоотношений: правительство дает на нужды науки возможно большее количество денег, а затем — наука не касается правительства, а правительство не касается науки.

Полная свобода науки и полная свобода от политики — вот истинный девиз университета, до сих пор не вполне признаваемый нашим обществом. А долг профессора только в следующем: профессор должен всеми силами своего ума и воли содействовать развитию науки и усвоению ее учащимися, — и только. Служить только науке настолько трудно, что если профессор сможет совершить этот подвиг, то это будет лучшим воспитательным примером для молодежи. На своем посту он должен оставаться, несмотря ни на какие обстоятельства, пока имеет силы и возможность работать.

Обращаясь специально к профессорским обязанностям, я считаю, что пока профессор может работать в научном учреждении, и пока он может принести какую либо реальную пользу этому учреждению, он имеет полное нравственное право оставаться на своем посту, хотя бы он остался один во всем университете, ибо нравственное качество поступка совершенно не зависит от того, сколько людей поступает таким же образом.
— Проклятый Вопрос
Г. А. Кожевников представлял Россию (вместе с ботаником И. П. Бородиным) на первой Международной конференции по охране природы в Берне (1913) и был одним из организаторов и первым председателем Всероссийского Общества Охраны Природы (с 1924).
Хотя широкая общественность больше знала Кожевникова как защитника природы, директора Зоологического музея, охотоведа, зоогеографа, который впервые ввёл в Московском университете курс зоогеографии, медицинского географа, основной специальностью Г. А. Кожевникова оставалось изучение домашней пчелы и явлений полиморфизма у общественных насекомых. Он открыл переходные формы между маткой и рабочей пчелой. Был инициатором и организатором изучения биологии малярийного комара и других насекомых — переносчиков различных заболеваний. Кроме научных работ, Кожевников опубликовал несколько научно-популярных книг и статей, из которых особенной известностью пользуются «Как живут и работают пчелы» (1929) и «Естественная история пчелы» (1931). Вместе с Н. М. Кулагиным являлся постоянным активным участником различных пчеловодных съездов, собраний, конференций. Около 20 лет Кожевников заведовал Измайловской пасекой, на которой проводил не только исследовательскую, но и большую педагогическую работу на многочисленных пчеловодных курсах, которые сопровождал практическими занятиями по анатомии пчелы.
Г. А. Кожевников был основоположником природоохранного движения ещё в дореволюционной России, первым председателем Всероссийского Общества Охраны Природы, известен как защитник зубров.

Устройство заповедника вполне согласуется с самой идеей монастыря, для которого общение с нетронутой, первобытной природой дает превосходную почву для созерцания и самоуглубления.
— Кожевников Г.А. «Монастыри и охрана природы» в «Философы дикой природы и природоохраны».
Студент Московского сельскохозяйственного института Николай Вавилов был потрясён лекцией «Будущее человека», прочитанной Кожевниковым в Политехническом музее в 1909 году. «Глубокоуважаемый профессор! Прослушав Вашу лекцию, я был поражен той перспективой будущего, которую Вы изобразили. Я понял из Вашей лекции, в каком хаосе познания бродили мы… — Явилось сильное желание… выяснить себе, как жить сообразно требованиям биологии, захотелось разобраться в вопросах о вырождении человечества. Общее естествознание, проходимое нами в высшей школе, почти не дает ответа на затронутые Вашей лекцией вопросы». Профессор подробно ответил студенту, и вскоре получил от него письменную благодарность за помощь и советы «от себя и от лица товарищей по самообразованию».
Кожевников «слыл рассеянным чудаковатым профессором, с ним постоянно случались какие-то казусы: он проваливался в водопроводный люк, оступался на ступеньках и т. п., но всегда ему удавалось уцелеть». В 1921 году он подвергся нападению Н. Н. Плавильщикова; расстрелянный в упор остался жив и в полном сознании. Профессор завещал свой мозг для исследований, и при вскрытии тела оказалось, что кости его черепа имели необыкновенно большую толщину, поэтому пули револьвера Плавильщикова просто расплющились об него.
В 1929 году сатирический журнал «Чудак» посвятил Кожевникову фельетон, где высмеял профессора за то, что тот отстаивал сохранение памятников старины — московских церквей. На конкурс на должность профессора против беспартийного Кожевникова выставили зоолога-члена ВКП(б) — Г. А. Кожевников не прошёл по конкурсу и 12 сентября 1929 года получил уведомление ректора МГУ А. Я. Вышинского, что в нём кафедра зоологии МГУ теперь не нуждается. Через полтора года он был снят и с заведования зоологическим музеем МГУ.
Только в 1931 году он вновь устроился на научно-педагогическую работу: профессором Московского геолого-разведочного института ВСНХ и Тропического института Народного комиссариата здравоохранения.
По словам его ученика Б. С. Кузина, незадолго перед смертью Кожевникова ОГПУ начало проводить аресты среди пчеловодов. Кожевников был вызван на беседу на Лубянку. Сразу после неё он умер от кровоизлияния в мозг. Похоронен на Ваганьковском кладбище (16 уч.).

## Семья
Первая жена — Мария Александровна, урождённая Российская (ум. до 1933), зоолог.
Сын Александр, юрист. Две дочери.
Вторая жена — Полина Яковлевна, лаборантка Тульской опытной пасеки.

## Память
В честь учёного назван вид медоносных пчёл Apis koschevnikovi.